# Neil Shubin

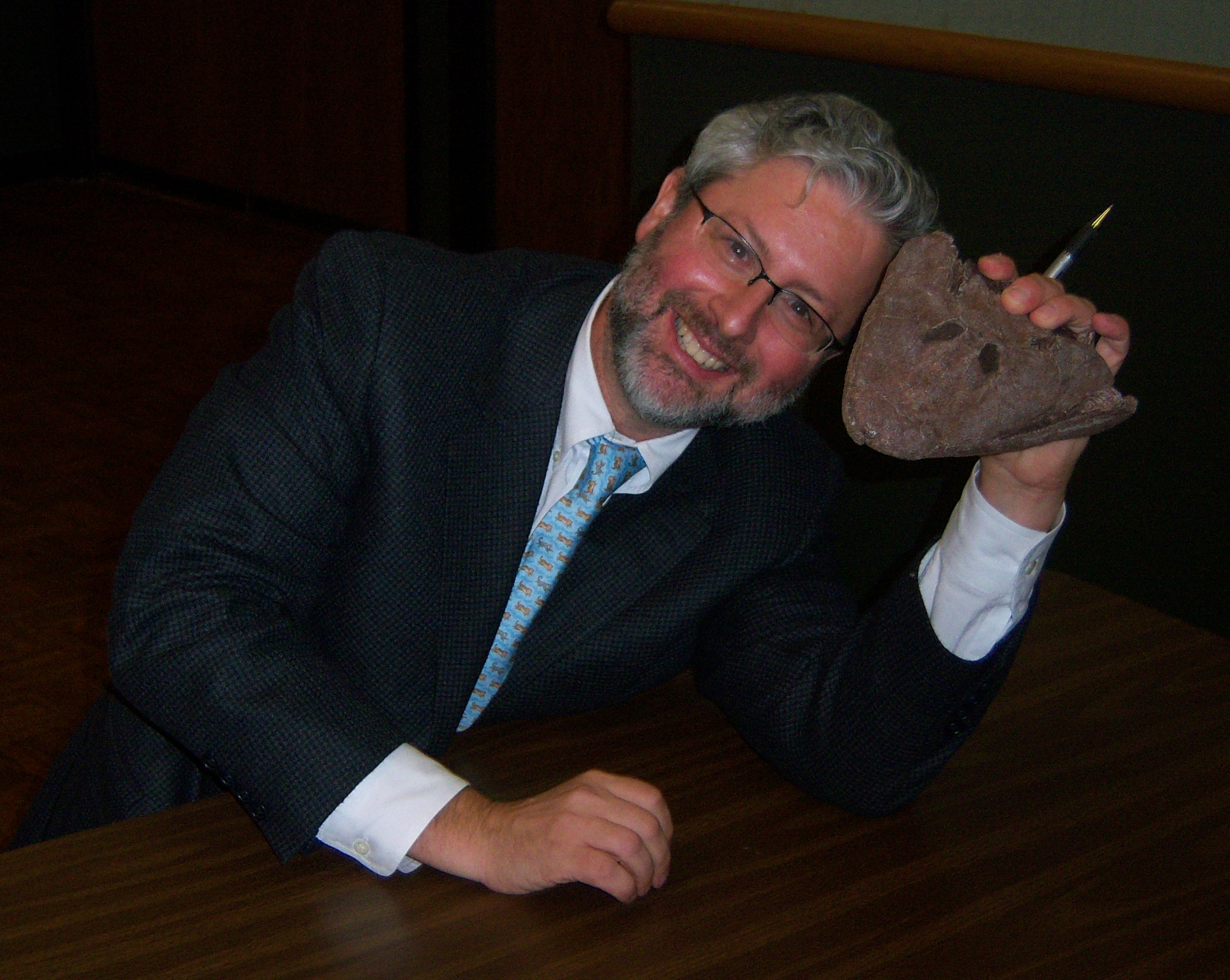
Neil Shubin met een afgietsel van een schedel van Tiktaalik

Neil Shubin (Philadelphia (Pennsylvania), Verenigde Staten, 22 december 1960) is een Amerikaans paleontoloog, evolutiebioloog en populairwetenschappelijk schrijver.

## Biografie
Shubin behaalde een doctoraat aan de Harvard-universiteit in 1987. Hij studeerde ook aan de Columbia-universiteit en de University of California - Berkeley. Hij is momenteel hoogleraar biologie aan de Universiteit van Chicago en conservator aan het Field Museum of Natural History in Chicago. Hij is bekend als mede-ontdekker van het fossiel van Tiktaalik roseae. In 2008 publiceerde hij een populairwetenschappelijk boek, getiteld Your Inner Fish: A Journey Into the 3.5-Billion-Year History of the Human Body. Daarin doet hij het verhaal over de vondst van Tiktaalik en vertelt hij over de evolutionaire voorgeschiedenis van de mens, met de eigenschappen van Tiktaalik als rode draad. Het boek werd in het Nederlands vertaald met als titel De vis in ons: een reis door 3,5 miljard jaar geschiedenis van het menselijk lichaam (Nieuw Amsterdam Uitgevers, 2008).
In 2013 verscheen een tweede boek van Shubin, getiteld The Universe Within: Discovering the Common History of Rocks, Planets, and People.

## Publicaties
- Your Inner Fish: A Journey Into the 3.5-Billion-Year History of the Human Body (2008), Pantheon Books, New York, ISBN 978-0375424472
- The Universe Within: Discovering the Common History of Rocks, Planets, and People (2013), Pantheon Books, New York, ISBN 978-0307378439